# Procule de Pouzzoles
Proculus était diacre de Pouzzoles dans l'évêché de Bénévent en 305. fêté le 18 octobre.
En 303 ou 304, lors de la grande persécution de Dioclétien, il fut arrêté avec Sosius, diacre de Misène et emprisonné à Cumes sur ordre du proconsul Dragonce (Dragontius). En 305, lorsque Constance et Galère succédèrent à Dioclétien et Maximilien, Dragonce fut rappelé à Rome et remplacé par Timothée et les chrétiens emprisonnés à Cumes furent relâchés.
Apprenant cette libération, Janvier, évêque de Bénévent, qui avait partagé la douleur de ses deux diacres, quitta son diocèse pour venir partager leur joie. Mais Timothée fit arrêter Janvier, Sosius et Proculus et les condamna au martyre.
Après différentes épreuves (voir la légende de saint Janvier), Sosius, Proculus puis Janvier furent décapités le 19 septembre 305 dans le forum proche du volcan Vulcano de Pouzzoles. Sosius et Proculus sont des saints martyrs reconnus par la tradition du Christianisme orthodoxe célébrés avec saint Janvier.